# Steffen Harvey
Steffen Wilfried Harvey (* 12. Juni 1986) ist ein ehemaliger US-amerikanisch-deutscher Basketballspieler.

## Werdegang

### Spieler
Harvey, dessen Mutter aus Deutschland stammt, wuchs in Portland im US-Bundesstaat Oregon auf und spielte in der Schulmannschaft der Gresham High School in Gresham im Großraum Portland. Auf Hochschulebene war der 1,85 Meter große Aufbauspieler jeweils zwei Jahre Mitglied der Basketballmannschaften des Mount Hood Community College (2005 bis 2007) und des Warner Pacific College (2007 bis 2009). Er studierte Betriebswirtschaftslehre.
In der Saison 2009/10 bestritt Harvey für den deutschen Regionallisten BG Magdeburg zehn Ligaspiele (10,7 Punkte/Spiel). Seine zweite Mannschaft als Berufsbasketballspieler wurde UBC Hannover. Die Niedersachsen verpflichteten Harvey im Oktober 2010. Er bestritt für die Mannschaft 2010 insgesamt neun Einsätze in der 2. Bundesliga ProA und erzielte 4,6 Punkte im Schnitt. Am Jahresende 2010 wurde er in Hannover entlassen.
Im Dezember 2011 wurde Harvey, zu dessen Stärken die Verteidigung und die Spielübersicht gehörten, als Neuzugang der BG Dorsten (2. Bundesliga ProB) vermeldet. Rund eine Woche später wurde der Vertrag aufgelöst, nachdem Harvey dem Verein mitgeteilt hatte, wegen eines Krankheitsfalls in der Familie vorerst in den Vereinigten Staaten bleiben zu müssen.
In der Sommersaison 2012 spielte Harvey in der US-Liga IBL für die Mannschaft Yamhill Highflyers. 2014 war er in derselben Liga Mitglied der Portland Chinooks. Im Juni 2015 gaben die Kirchheim Knights (2. Bundesliga ProA) Harveys Verpflichtung bekannt. Kirchheims Trainer war zu dieser Zeit Michael Mai, unter dem Harvey in Magdeburg und Hannover gespielt hatte. Kurz vor dem Beginn der Saisonvorbereitung im August 2015 zog Harvey seine Zusage zurück und kam nicht nach Kirchheim.

### Trainer
In der Saison 2012/13 war Harvey an der Warner Pacific University (ehemals Warner Pacific College) Assistenztrainer von Damen-Trainer Matt Gregg und ab 2014 Assistenztrainer der Herrenmannschaft derselben Hochschule. Er blieb bis 2020 im Amt. Er war ebenfalls als Basketballtrainer im Cascade Athletic Club in Gresham tätig.